# The Bohemian Girl

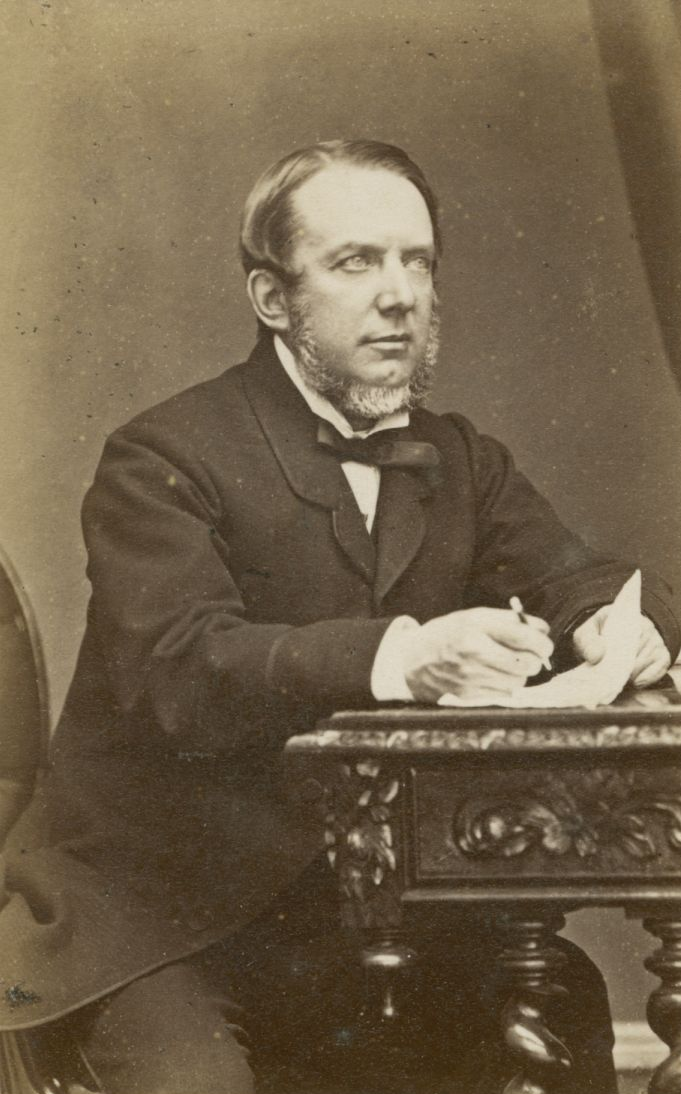
Michael William Balfe

The Bohemian Girl (Flickan från Böhmen) är en engelsk balladopera i tre akter med musik av Michael William Balfe och libretto av Alfred Bunn efter Jules-Henri Vernoy de Saint-Georges och Joseph Maziliers balett The Gypsy (1839), som i sin tur bygger på Cervantes roman La gitanilla (1613).

## Historia
Operan innehåller talad dialog och väldigt lite recitativ. Musiken består av enkla ballader, typiska för den engelska balladoperan. Två av operans mest kända melodier är I dreamt that I dwelt in marble halls och When other lips and other hearts.  Operan hade premiär den 27 november 1843 på Drury Lane Theatre i London med Balfe som dirigent.

## Personer

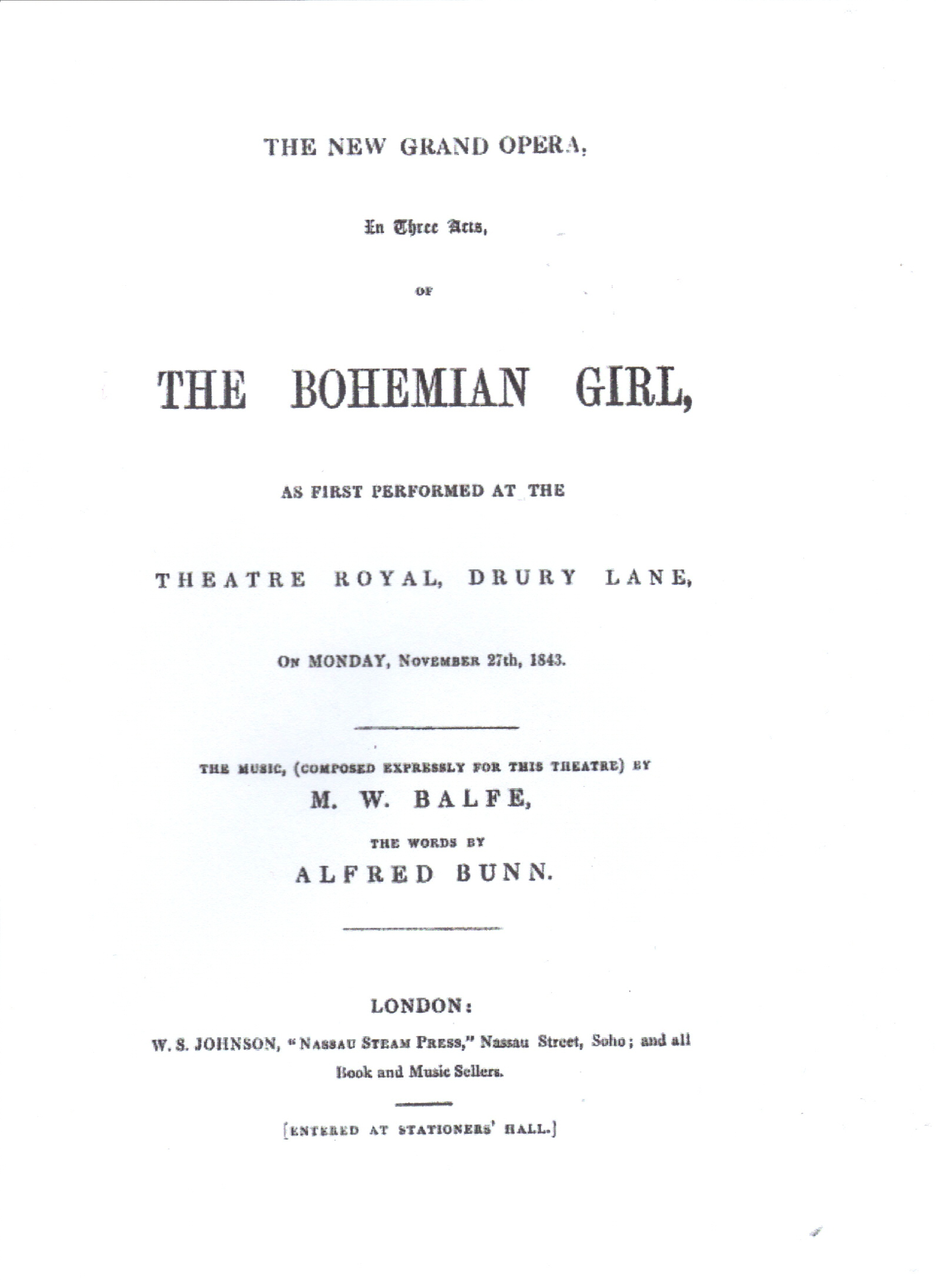
Titelsida

- Arline, dotter till greve Arnheim (sopran)
- Thaddeus, en polsk flykting (tenor)
- Greve Arnheim (baryton)
- Zigenardrottningen (kontraalt)
- Devilshoof, zigenarhövdingen (bas)
- Florestein, grevens brorson (tenor)
- Buda, Arlines hovdam (sopran)
- Vaktchefen (bas)
- En officer (tenor)

## Handling
Handlingen utspelas nära Pressburg (nuvarande Bratislava) i slutet av 1700-talet.
Akt I
Festligheter har hållits till kejsarens ära. Men greve Arnheims sexåriga dotter Arline har blivit kidnappad.
Akt II
Tolv år senare. Arline har växt upp i ett zigenarläger. Hon har förälskat sig i den polske flyktingen Thaddeus som har tvingats söka skydd i lägret. Men förälskelsen har retat upp zigenardrottningen som själv älskar Thaddeus. Hon gömmer en stulen medaljong bland Arlines saker och anklagar henne sedan för stöld. Vid rättegången känner domaren greve Arnheim igen sin kidnappade dotter.
Akt III
Den förbittrade zigenardrottningen planerar Thaddeus död men blir själv dödad. Thaddeus blir förlåten av greven och de älskande kan äntligen gifta sig.